# Giorgio Pasquali (filolog)
Giorgio Pasquali, född den 29 april 1885 i Rom, död den 9 juli 1952 i Belluno, var en italiensk klassisk filolog.
Pasquali studerade klassisk filologi i Italien och Tyskland. Han blev professor i grekiska språket och litteratur vid universitetet i Messina 1911. Åren 1912–1915 var han professor vid universitetet i Göttingen och från 1915 professor i grekisk litteratur vid Universitetet i Florens. Åren 1930–1952 var han professor i klassisk filologi vid Scuola Normale Superiore i Pisa.  År 1935 fick han med Einar Löfstedt dela Turinakademiens stora Vallauripris.
En av Pasqualis mest kända böcker är Storia della tradizione e critica del testo (1934), där han gick in för en ny form för textkritik, som utgick från Karl Lachmanns metod, men samtidigt upptog element från Joseph Bédiers åskådning. Bédier lade större vikt vid handskrifttraditionens historia och betraktade varje källa som ett individuellt, historiskt betingat objekt. Pasquali var en av dem som skrev under Manifesto degli intellettuali antifascisti 1925.